# كيس (بيدفوردشير)
كيس (بالإنجليزية: Keysoe)‏ هي قرية تقع في المملكة المتحدة في شرق انجلترا.